# Kategoria Superiore 2017/18
Die Kategoria Superiore 2017/18 war die 79. Spielzeit der höchsten albanischen Spielklasse im Männerfußball. Sie begann am 9. September 2017 und endete am 18. Mai 2018 mit dem 36. Spieltag.
Titelverteidiger war FK Kukësi. Aufsteiger waren KS Kamza und KS Lushnja. Nicht mehr in der höchsten Spielklasse vertreten waren Korabi Peshkopi und KF Tirana, das erstmals nicht in der höchsten Liga mitspielte.
KF Skënderbeu Korça gewann die Meisterschaft vorzeitig zum achten Mal. Eine Teilnahme an der UEFA Champions League ist aber ausgeschlossen, da der Meister wegen Betrügereien in der Vergangenheit nach einem Entscheid des Internationalen Sportgerichtshofs nicht an europäischen Wettbewerben teilnehmen darf.  Den Platz in der UEFA Champions League 2018/19 bekam der Vizemeister FK Kukësi. Für die Europa League 2018/19 qualifizierte sich der KS Luftëtari Gjirokastra, KF Laçi und FK Partizani Tirana.
Zum Ende der Saison belegten KS Vllaznia Shkodra und KS Lushnja die Abstiegsplätze und spielen damit in der nächsten Saison nicht Kategoria Superiore.

## Vereine
| Verein                   | Logo                       | Stadt       | Stadion                 |
| ------------------------ | -------------------------- | ----------- | ----------------------- |
| KF Skënderbeu Korça      | Logo Skënderbeu Korça      | Korça       | Skënderbeu-Stadion      |
| KS Kamza                 | Logo Kamza                 | Kamza       | Kamza-Stadion           |
| FK Partizani Tirana      | Logo Partizani Tirana      | Tirana      | Selman-Stërmasi-Stadion |
| FK Kukësi                | Logo Kukësi                | Kukës       | Zeqir-Ymeri-Stadion     |
| KS Vllaznia Shkodra      | Logo Vllaznia Shkoder      | Shkodra     | Loro-Boriçi-Stadion     |
| KS Flamurtari Vlora      | Logo Flamurtari Vlora      | Vlora       | Flamurtari-Stadion      |
| KS Teuta Durrës          | Logo Teuta Durrës          | Durrës      | Niko-Dovana-Stadion     |
| KS Luftëtari Gjirokastra | Logo Luftetari Gjirokastra | Gjirokastra | Stadion Gjirokastra     |
| KF Laçi                  | Logo Laçi                  | Laç         | Laç-Stadion             |
| KS Lushnja               | Logo KS Lushnja            | Lushnja     | Roza-Haxhiu-Stadion     |

## Abschlusstabelle
| Pl. | Verein                   | Sp. | S  | U  | N  | Tore    | Diff. | Punkte |
| --- | ------------------------ | --- | -- | -- | -- | ------- | ----- | ------ |
| 1.  | KF Skënderbeu Korça      | 36  | 22 | 6  | 8  | 068:410 | +27   | 72     |
| 2.  | FK Kukësi (M)            | 36  | 18 | 9  | 9  | 061:410 | +20   | 63     |
| 3.  | KS Luftëtari Gjirokastra | 36  | 16 | 11 | 9  | 047:370 | +10   | 59     |
| 4.  | KF Laçi                  | 36  | 16 | 8  | 12 | 045:390 | +6    | 56     |
| 5.  | FK Partizani Tirana      | 36  | 15 | 8  | 13 | 041:360 | +5    | 53     |
| 6.  | KS Flamurtari Vlora      | 36  | 11 | 13 | 12 | 037:370 | ±0    | 46     |
| 7.  | KS Kamza (N)             | 36  | 12 | 10 | 14 | 037:410 | −4    | 46     |
| 8.  | KS Teuta Durrës          | 36  | 12 | 10 | 14 | 055:580 | −3    | 46     |
| 9.  | KS Vllaznia Shkodra      | 36  | 12 | 8  | 16 | 038:420 | −4    | 44     |
| 10. | KS Lushnja (N)           | 36  | 2  | 5  | 29 | 029:860 | −57   | 11     |

Platzierungskriterien: 1. Punkte – 2. Direkter Vergleich (Punkte, Tordifferenz, geschossene Tore) – 3. Tordifferenz – 4. geschossene Tore

| (M) | amtierender albanischer Meister     |
| (P) | amtierender albanischer Pokalsieger |
| (N) | Neuaufsteiger                       |

## Kreuztabelle
| Spieltage 1–18        | KF Skënderbeu Korça | FK Partizani Tirana | FK Kukësi | KS Luftëtari Gjirokastra | KS Teuta Durrës | KS Vllaznia Shkoder | KS Flamurtari Vlora | KF Laçi | KS Kamza | KS Lushnja |
| --------------------- | ------------------- | ------------------- | --------- | ------------------------ | --------------- | ------------------- | ------------------- | ------- | -------- | ---------- |
| Skënderbeu Korça      |                     | 2:0                 | 2:1       | 2:0                      | 3:1             | 4:1                 | 2:0                 | 2:1     | 1:1      | 4:1        |
| Partizani Tirana      | 0:0                 |                     | 0:0       | 2:0                      | 2:1             | 3:1                 | 0:1                 | 0:2     | 2:1      | 0:0        |
| FK Kukësi             | 1:2                 | 1:2                 |           | 1:2                      | 4:2             | 2:2                 | 1:1                 | 3:0     | 1:0      | 1:3        |
| Luftëtari Gjirokastra | 1:1                 | 5:0                 | 0:2       |                          | 2:3             | 0:0                 | 1:1                 | 1:1     | 1:2      | 2:0        |
| Teuta Durrës          | 1:4                 | 1:2                 | 1:2       | 2:1                      |                 | 1:0                 | 1:2                 | 1:1     | 0:1      | 2:2        |
| Vllaznia Shkodra      | 0:2                 | 0:1                 | 1:3       | 2:1                      | 0:1             |                     | 1:1                 | 1:2     | 3:2      | 2:1        |
| Flamurtari Vlora      | 1:1                 | 1:0                 | 1:1       | 0:0                      | 0:0             | 2:0                 |                     | 0:1     | 1:0      | 3:1        |
| KF Laçi               | 1:0                 | 1:0                 | 0:1       | 0:1                      | 0:0             | 2:0                 | 1:1                 |         | 0:1      | 3:1        |
| KS Kamza              | 1:1                 | 1:0                 | 2:2       | 0:1                      | 1:1             | 1:0                 | 0:3                 | 3:1     |          | 2:1        |
| KS Lushnja            | 1:3                 | 0:3                 | 0:2       | 0:0                      | 2:1             | 0:2                 | 0:1                 | 0:3     | 0:0      |            |

| Spieltage 19–36       | KF Skënderbeu Korça | FK Partizani Tirana | FK Kukësi | KS Luftëtari Gjirokastra | KS Teuta Durrës | KS Vllaznia Shkoder | KS Flamurtari Vlora | KF Laçi | KS Kamza | KS Lushnja |
| --------------------- | ------------------- | ------------------- | --------- | ------------------------ | --------------- | ------------------- | ------------------- | ------- | -------- | ---------- |
| Skënderbeu Korça      |                     | 1:0                 | 0:1       | 2:1                      | 1:3             | 1:5                 | 1:0                 | 4:0     | 3:2      | 3:1        |
| Partizani Tirana      | 0:1                 |                     | 1:3       | 3:0                      | 1:3             | 2:0                 | 1:0                 | 0:0     | 0:1      | 6:0        |
| FK Kukësi             | 2:2                 | 4:0                 |           | 2:2                      | 3:2             | 2:0                 | 2:2                 | 1:0     | 0:1      | 2:1        |
| Luftëtari Gjirokastra | 3:1                 | 2:2                 | 2:1       |                          | 0:0             | 0:0                 | 2:1                 | 2:1     | 1:0      | 2:0        |
| Teuta Durrës          | 1:1                 | 1:1                 | 3:2       | 2:3                      |                 | 2:0                 | 0:0                 | 1:0     | 3:3      | 6:2        |
| Vllaznia Shkodra      | 2:1                 | 0:0                 | 2:1       | 0:2                      | 2:0             |                     | 3:0                 | 1:0     | 0:0      | 4:0        |
| Flamurtari Vlora      | 0:3                 | 1:2                 | 1:2       | 0:1                      | 3:1             | 1:1                 |                     | 0:0     | 2:2      | 2:0        |
| KF Laçi               | 3:2                 | 0:3                 | 0:0       | 2:2                      | 4:2             | 1:0                 | 4:2                 |         | 2:0      | 3:1        |
| KS Kamza              | 1:2                 | 0:1                 | 0:1       | 0:0                      | 1:2             | 0:0                 | 1:0                 | 1:2     |          | 2:1        |
| KS Lushnja            | 2:4                 | 1:1                 | 1:2       | 1:2                      | 2:3             | 0:2                 | 0:2                 | 1:3     | 2:3      |            |

## Torschützenliste
| Pl. | Spieler         | Mannschaft               | Tore |
| --- | --------------- | ------------------------ | ---- |
| 01. | Ali Sowe        | KF Skënderbeu Korça      | 21   |
| 02. | Sindrit Guri    | FK Kukësi                | 20   |
| 03. | Reginaldo Faife | KF Laçi                  | 18   |
| 04. | Kristal Abazaj  | KS Luftëtari Gjirokastra | 13   |
| 04. | Sebino Plaku    | KS Kamza                 | 13   |
| 06. | Elis Bakaj      | KS Kukësi                | 12   |
| 07. | Segun Adeniyi   | KF Skënderbeu Korça      | 10   |
| 07. | Fatjon Sefa     | KS Lushnja               | 10   |
| 07. | Xhevahir Sukaj  | KS Vllaznia Shkodra      | 10   |
| 07. | Myrto Uzuni     | KF Laçi                  | 10   |